# 321省道 (浙江省)
S321省道又名定岑线，原编号72省道，是浙江省省道之一，位于舟山市舟山岛上。东起定海城关，经盐仓街道、双桥街道，西至岑港街道区，接舟山大陆连岛工程。全长15.7公里。